# TV Nova

Het logo van de zender

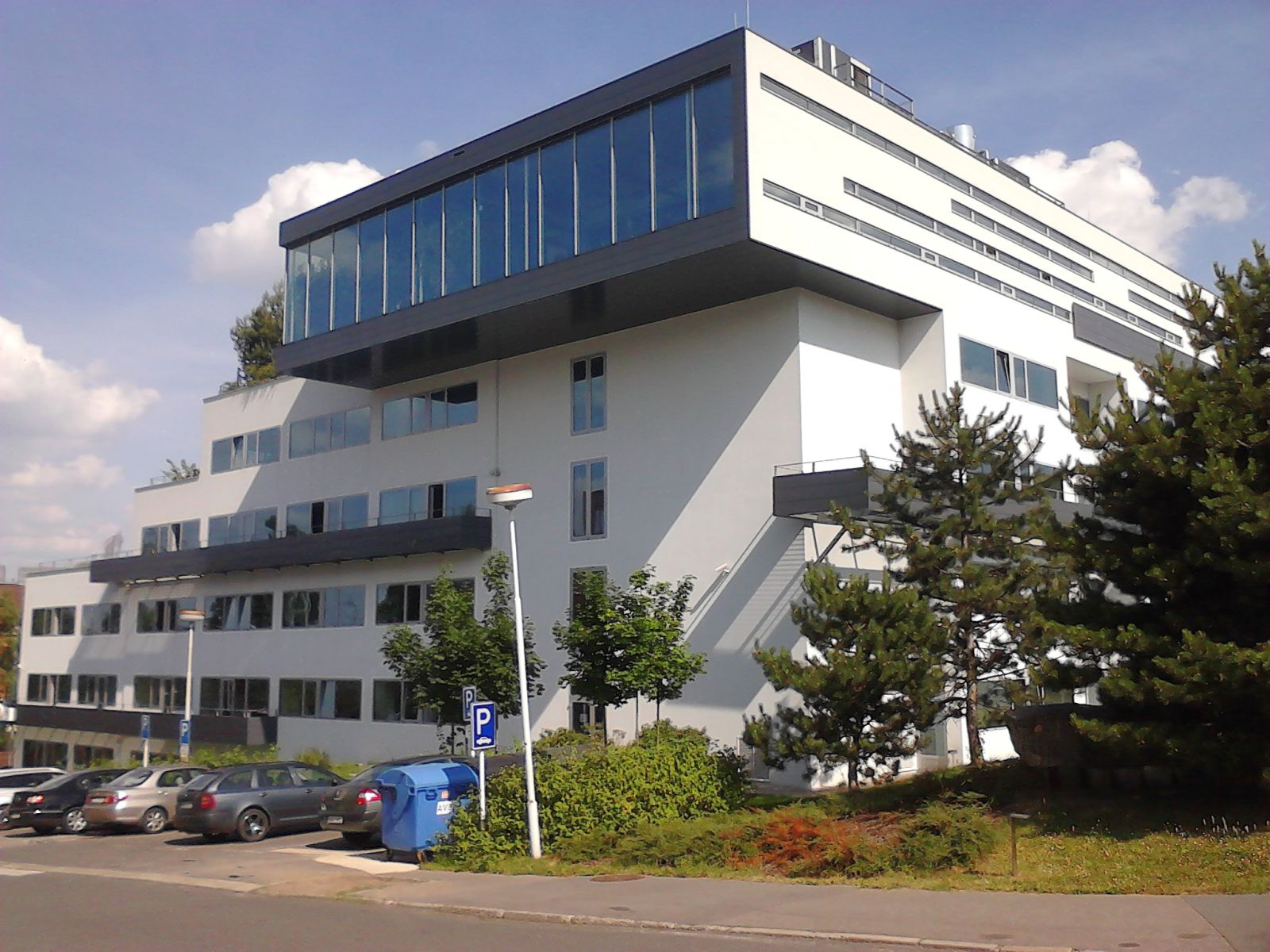
De studio van de zender

TV Nova is een commerciële televisiezender in Tsjechië als onderdeel van TV Nova Groep, waartoe ook Nova 2, Nova Action, Nova Cinema, Nova Gold, Nova International, Nova Sport 1 en Nova Sport 2 behoren.
De uitzendlicentie werd in 1993 verkregen. De eerste uitzending vond plaats op 4 februari 1994. De oprichter en eerste directeur was Vladimír Železný. Het was de eerste Tsjechische commerciële televisiezender. De studio is gehuisvest aan de Kříženeckého náměstí in Praag. De zender is overal in Tsjechië en Slowakije beschikbaar.